# Antti Pietilä
Antti Jaakko Pietilä, född 1878, död 1932, var en finländsk teolog.
Pietilä var professor i dogmatik och etik vid Helsingfors universitet 1919–1932, ordförande i finska kyrkans prästförbund 1918–1921. Den första större vetenskapliga dogmatiken på finska, Kristillinen dogmatiikka, utarbetades av honom.